# 智賀都神社
智賀都神社（ちかつじんじゃ）は、栃木県宇都宮市徳次郎町にある神社。近代社格制度に基づく旧社格は郷社。徳次郎六か郷（徳次郎町）の鎮守であり、社名の智賀都（ちかつ）は鎮座地の名「千勝森」（ちかつのもり）に由来する。
宝亀9年（778年）に日光二荒山神社を勧請して創建したと伝えられる。主祭神は大巳貴命（おおなむちのみこと）で、田心姫命（たごりひめのみこと）と味耜高彦根命（あじすきたかひこねのみこと）を合わせて祀る。五穀豊穣、家内安全、無病息災に利益があるとされる。江戸時代には徳川氏の崇敬を受け、社領5石の寄進を受けた。

## 祭事
例祭は毎年8月1日に催行される。この附祭（つけまつり）として、徳次郎六か郷がそれぞれ1台ずつ彫刻屋台（山車）を運行し、智賀都神社に集結する催事が3年に1度行われる。直近の附祭は「智賀都神社夏祭り」として2019年（令和元年）7月26日に宵祭（よいまつり/前夜祭）、7月27日に本祭が催行された。
附祭は7月31日に宵祭、8月1日に例大祭として行われていたが、第二次世界大戦による中断をはさんで1946年（昭和21年）に復活し、5 - 10年に1度という不定期催行の時代を経て、1976年（昭和51年）にふるさと宮まつりへ参加したことを契機に3年に1度の定期開催に至り、2004年（平成16年）より7月の最終金曜日（宵祭）・土曜日（本祭）へ変更された。屋台は各郷を19時に出発し、郷内を一巡して日光街道を通って神社を目指す。すべての屋台が神社境内に到着すると、「ぶっつけ」と呼ばれる囃子の競演が行われ、祭りは最高潮に達する。8月1日に本祭を行っていた頃は、ぶっつけは8月2日へと日付の変わる0時に始まり、露店や持ち寄ったご馳走を楽しみながら夜を明かし、明け方に囃子を奏でながら屋台は各郷へ戻っていった。
ここで運行される屋台は、幕末から明治時代にかけて下都賀郡富田村（現・栃木市大平町富田）の磯邊敬信（いそべけいしん）らが彫刻したものである。徳次郎町の各郷が保有する全6台の屋台は、「徳次郎智賀都神社祭礼付祭屋台」の名で宇都宮市指定有形民俗文化財（1989年12月20日）に指定されている。
このほか歳旦祭（1月1日）、節分（2月3日）、祈年祭（2月18日）、新嘗祭（11月26日）、冬渡祭（12月14日）が行われる。

## ケヤキ

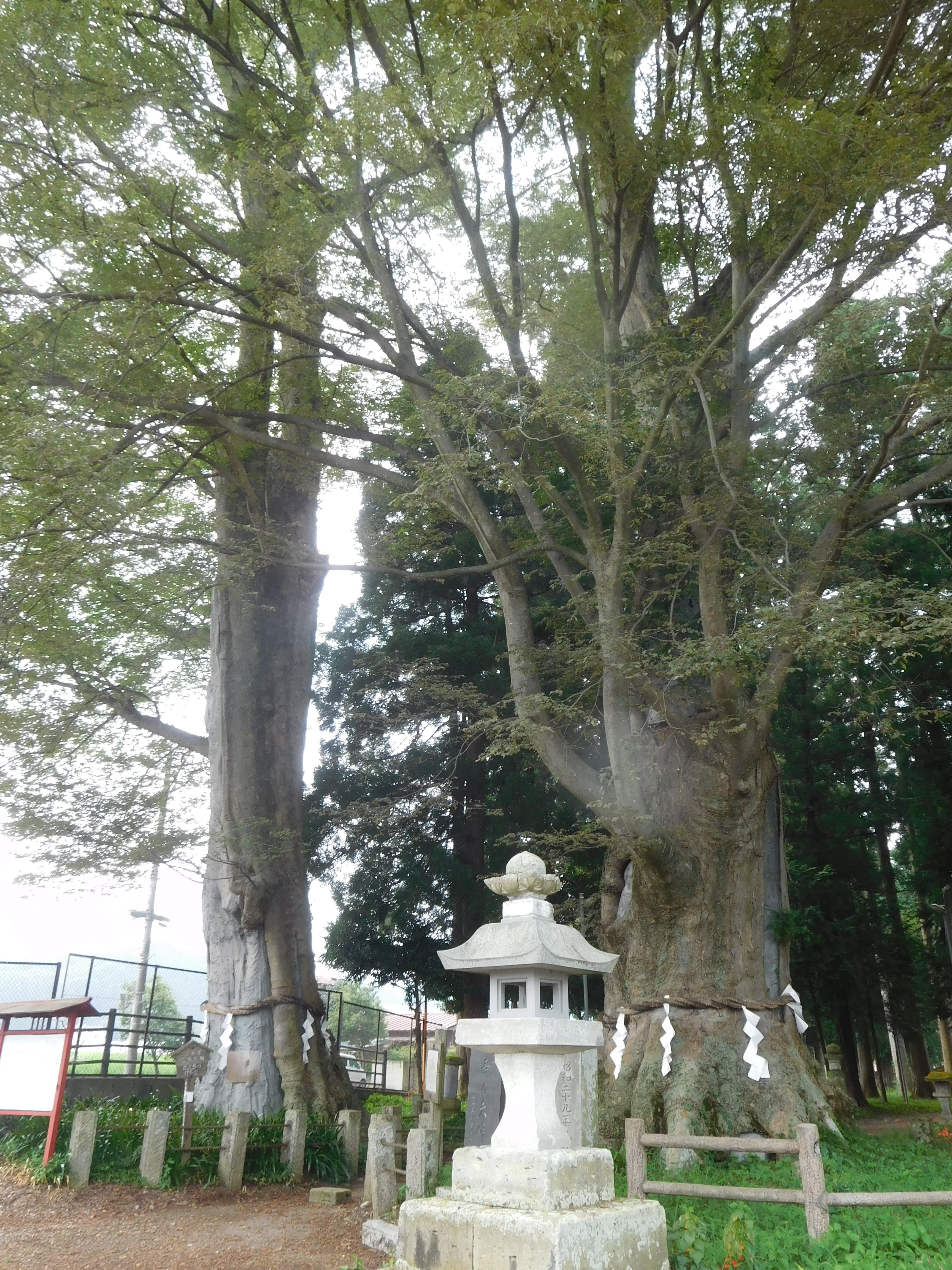
けやき

智賀都神社の鳥居の両脇に生えるケヤキは、2本とも樹高約40 mの巨木で栃木県指定天然記念物である。栃木県の天然記念物指定日は1954年（昭和29年）9月7日で、指定上の名称は単に「けやき」である。1989年（平成元年）6月15日には、「徳次郎のけやき（2本）」の名称で「とちぎの名木百選」に選定された。
東側の株は目通り周囲長（目線の高さでの周囲長）が約8 m、枝張りは東西方向に約26 m、南北方向に約44 mで、西側の株は目通り周囲長が約7.3m、枝張りは東西方向に約23m、南北方向に約37 mである。樹齢は約700年と推定され、樹勢は衰えつつあり、幹の下部は空洞になっている。1994年（平成6年）に樹勢回復措置が取られた。
なお神社から北西に約500 m離れた地点に「上徳次郎のケヤキ」（宇都宮市指定天然記念物）と呼ばれるケヤキの巨木があり、樹齢は同程度であることから、智賀都神社のケヤキの「兄弟」と伝えられている。

## 交通
自動車利用の場合、宇都宮市街から日光街道（国道119号）を北上し、徳次郎交差点からさらに北へ800 m進んだところに位置する。ただし神社に駐車場はない。
公共交通機関利用の場合、JR宇都宮駅から関東自動車で日光方面行きに乗車、晃陽中前下車、徒歩約1分。